# Altopiano della Siberia centrale

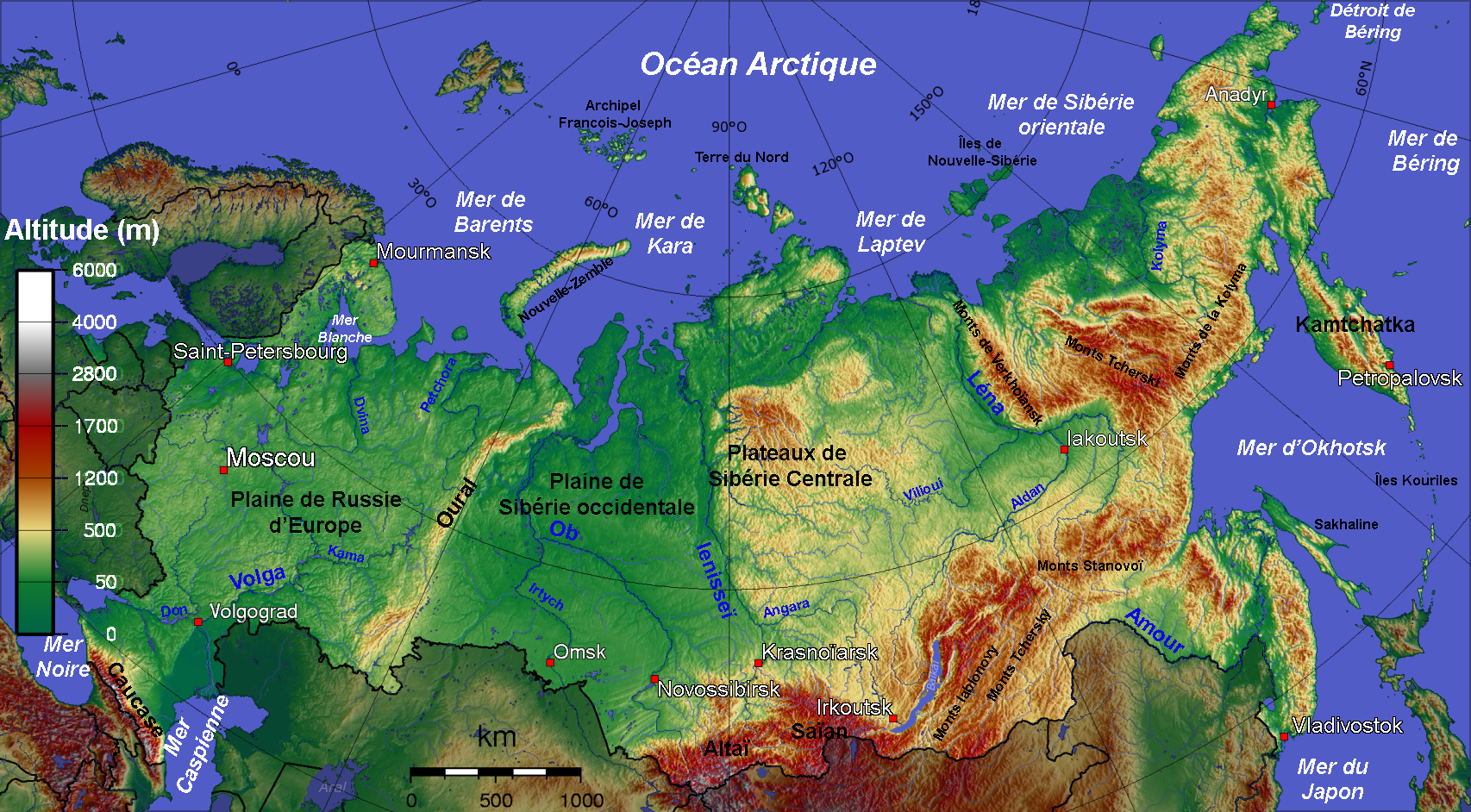
Carta fisica della Russia: al centro l'altopiano siberiano centrale

L'altopiano della Siberia centrale o altopiano siberiano centrale (in russo  Среднесиби́рское плоского́рье?, Srednesibirskoe ploskogor'e; in lingua sacha: Орто Сибиир хаптал хайалаах сирэ, Orto Sibiir chaptal chajalaach sirė) è una vastissima regione della Siberia compresa tra i fiumi Enisej e Lena.

## Geografia
L'altopiano siberiano centrale è caratterizzato dall'alternanza di ampi altipiani e creste montane. Si estende su una superficie di circa un milione e mezzo di km² (3 milioni e mezzo, secondo altre fonti) e raggiunge un'altitudine massima, nell'altopiano di Putorana, di 1701 m con il monte Kamen'.
L'altopiano è delimitato a sud dalle creste dei monti Saiani Orientali, nonché dalle creste del Cisbajkal e Transbajkal, a ovest dalla valle dello Enisej, a nord dal bassopiano della Siberia settentrionale, a est dalla valle della Lena o, secondo altre fonti, dai monti di Verchojansk. L'altopiano siberiano centrale si suddivide in altri altopiani: sul bordo occidentale si trovano le alture dello Enisej e l'altopiano della Tunguska, a nord-est l'altopiano dell'Anabar, a sud-est l'altopiano della Lena e dell'Angara. Altre sezioni sono: l'altopiano del Viljuj, l'Altopiano della Lena e l'Altopiano Syverma. Le parti più elevate del territorio comprendono l'altopiano Putorana. 
I numerosi fiumi che solcano l'altopiano appartengono al bacino dell'Oceano Artico, tra questi: l'Olenëk, l'Anabar, il Kotuj, il Kurejka, la Tunguska Inferiore, la Tunguska Pietrosa, l'Angara e il Viljuj.

### Clima
Il clima continentale è caratterizzato da estati brevi e calde, e inverni molto lunghi e freddi. La temperatura media di gennaio a sud e sud-ovest è di circa -22 °C, a nord di -44 °C; per quanto riguarda la temperatura media di luglio: raggiunge +25 °C a sud e +12 °C a nord, rispettivamente. Gli inverni più rigidi sono sull'altopiano del Viljuj, dove la temperatura minima scende spesso al di sotto di -60 °C. La conseguenza più importante del clima fortemente continentale è la distribuzione quasi universale del permafrost che raggiunge i 600 m di spessore nel bacino del Vilyui e persino i 1500 m nel bacino del fiume Marcha. A sud, lo spessore del permafrost diminuisce sensibilmente: nella maggior parte delle regioni non supera i 30-50 m, e nell'estremo sud del territorio di Krasnojarsk è di solo 5-10 m.

### Flora e fauna
Prevalgono sull'altopiano le foreste di larici, nella parte meridionale vi sono pinete e altre conifere. La parte settentrionale dell'altopiano è occupata dalla tundra di montagna. Nelle valli a sud dell'altopiano siberiano centrale, ci sono tratti di steppe forestali. Sulle montagne della parte inferiore della Tunguska Inferiore, ad un'altitudine di 250-400 m, si trova la taiga.
Orso bruno, alce, ghiottone, lepre e zibellino si trovano nella taiga, renna e volpe polare nella tundra. I fiumi sono molto ricchi di pesci, le cui specie più ricercate sono lo storione, il taimen siberiano e il coregone. Tra gli uccelli vanno menzionati il gallo cedrone e il francolino di monte.

### Minerali
Le abbondanti risorse minerarie della zona, geologicamente conosciute come Trappo Siberiano includono carbone, nichel, rame, minerali di ferro, oro e diamanti.